# Salix ledebouriana
Salix ledebouriana är en videväxtart som beskrevs av Ernst Rudolf von Trautvetter. Salix ledebouriana ingår i släktet viden, och familjen videväxter. Inga underarter finns listade i Catalogue of Life.